# جذيمة الأبرش
جَذِيمَة الأبْرَش بن مالك بن فَهْم الدَّوْسِي (نحو 180م - 267م): أحد ملوك العرب قبل الإسلام،ورث سلطان بادية العراق بعد والده مالك بن فهم ما بين العام (207م - 267م). وعاش جَذِيمَة عمُرًا طويلًا، وحكم ستين عامًا، وفي ذلك قال محمد بن السائب الكلبي: «كَانَ جذيمة بن مَالك ملكا على الْحيرَة وَمَا حولهَا من السوَاد ملك سِتِّينَ سنة، وَكَانَ بِهِ وضح، وَكَانَ شَدِيد السُّلْطَان يخافه الْقَرِيب ويهابه الْبعيد».وكان جذيمة أنيقا جميلا، شاعراً، واسع الملك، قال المفضل الضبي: «جذيمة الأبرش رجلا من الأزد، وكان ملكا على الحيرة وما حولها، وكان ينزل الأنبار، وكان فيما يقال من أحسن الناس وجها وأجملهم».وله ديوان وأشعار في كتاب أشعار الأسد (مفقود).
اجتمع له ملك ما بين الحيرة والأنبار والرقة وعين التمر والقطقطانية وبقة وهيت، وأطراف البر إلى العمير ويبرين، وما وراء ذلك.وكان يغزو بالجيوش المنظمة، فغزا إمارة الحضر،وطمح إلى امتلاك مشارف الشام وأرض الجزيرة، فغزاها وحارب ملكها فقتله وانتهب بلاده، وانصرف. فجمعت زنوبيا الجند في تدمر، واستعدت، ثم راسلت جذيمة وعرضت عليه نفسها زوجة، فطمع جذيمة في ملكها، فجاءها في جمع قليل، فقتلته بثأر أبيها. وفيه متمم بن نويرة يقول: «وكنا كندماني جذيمةَ حقبةً، من الدهر حتى قيل لن يتصدعا»، وقد تمثلت السيدة عائشة بهذه الأبيات.
وجَذِيمَة الأبرش شخصية تاريخية وليست أسطورية، والدليل على ذلك أن اسمه ورد في نقش نبطي عُثر عليه في قرية "أم الجمال" يرجع تاريخه إلى سنة 270م،ونصُّ النقش: «هذا شاهد قبر فهر بن سالي قائد جذيمة ملك تنوخ». وقد ورد اسم جذيمة في كثير من أشعار العرب، على أن خبر جَذِيمَة في المصادر العربية قد اختلط ببعض المرويات الأسطورية، وتضمَّن طائفة كبيرة من أمثال العرب والأشعار يرجح أنها وُضعت فيما بعد.

## نسبه
اختلف المؤرخون العرب في نسبه إلى قولين، هما:
- جَذِيمَة (بفتح الجيم وكسر الذال) بن مالك بن فهم بن غنم بن دوس بن عدثان بن عبد الله بن نصر بن زهران بن كعب بن الحارث بن كعب بن عبد الله بن مالك بن نصر بن الأزد، وهو قول محمد بن السائب الكلبي والشرقي بن القطامي والمفضل الضبي وهشام الكلبي والأزرقي ومحمد بن حبيب البغدادي وابن عبد ربه والمبرد، وطائفة من القدماء.[17][18][19][20][21][22][23][24][25]
- جذيمة من العاربة الأولى من بني وبار بن أميم بن لاوذ بن سام، وهو قول حكاه ابن الكلبي ونقله عنه الطبري وآخرون.[26][27]

## ملكه
وقيل له الأبرش والوضَّاح لبرص كان به، ويعظم أن يسمى بذلك فجعل مكانه الأبرش، قيل فيه أنه كان أعظم ملوك العرب في الجاهلية، ومن أفضلهم رأياً وحزماً وشجاعه. ويذكر الجاحظ أن جذيمة من أشهر القدماء في الحكمة الخطابة والرئاسة، وأول من رمى بالمنجنيق، يروي حمزة الأصفهاني أنه حكم ستين سنة. وهو أول من حذا النعال، وأدلج من الملوك وصنع له الشمع، وكان شاعراً.
كان جذيمة بن مالك ملكًا على الحيرة والبحرين واليمامة وعلى ما حولها من السواد، ويفهم من بعض الروايات أيضًا أنه ملك معدًّا بن عدنان وبعض اليمن. قيل أنه هاجم طسما وجديسا.

## قصته مع الزباء

خريطة توضح أقصى امتداد للدولة الرومانية وذلك في عهد أورليانوس الذي تحالف مع جذيمة في قتال الزباء

أكثر ما اشتهر به هو قصته مع الزباء: قيل أن رجلا من العماليق ملك الشام وأعالي الفرات يقال له عمرو بن الضرب بن حسان العمليقي جرى بينه وبين جذيمة حروب فانتصر جذيمة عليه وقتله، وكان لعمرو بنت تدعى الزباء، ملكت بعده وبنت على الفرات مدينتين متقابلتين وأطمعته بالزواج منها حتى اغتر وقدم إليها فقتلته وأخذت بثأر أبيها، بعدها انتقم له ابن أخته عمرو بن عدي بقتله الزباء، تصور الروايات العربية الحرب كأنها هي بين جذيمة وبين زنوبيا ولا تجعل للرومان فيها دورا، بينما الروايات التاريخية تذكر أن تنوخ ساعدوا الرومان في القضاء على تدمر، من خلال التخلي عن حلفهم مع تدمر ومبايعتهم لجذيمة ملكا على جميع العرب بدل أذينة، وأقدم ذكر للحيرة أنما هو في نص تدمري، فيرى الباحثون أنما ساعدت تنوخ الروم في القضاء على تدمر، وانتزعت تنوخ والتي كانت تنزل في الأنبار من تدمر ما كانت تملكه على الفرات مثل مدينتي الحيرة وعانة، ويرى البعض أن نقش أم الجمال الأول المكتشف قرب دمشق والذي يؤرخ ب250 وكذلك 270. ونصه حسب قراءة المستشرقين السائدة اليوم: «دنه (هذا) نفس (شاهد قبر) فهر بن سلي ربّ (قائد أو مربي) جذيمة ملك تنوخ» أنه قد يكون دليلا على حملات عسكرية لجذيمة في الشام. وقد قام الباحث الأمريكي العراقي سعد الدين ابوالحب عام 2009 بقراءة ونقرحة جديدة معمقة لنقش أم الجمال النبطي هذا، نشرت في كتابه الصادر نهاية 2011. وقد بينت دراسته بادلة الصور الملموسة أن قراءة المستشرقين لحروف النقش النبطية وترجمتها الحرفية للعربية لم تكن صحيحة واعتمدت فقط على قراءة ترجمة نقش أم الجمال الإغريقي الذي اكتشف إلى جانبه. وحسب قراءة أبوالحب الجديدة لنص نقش أم الجمال الأول، قال النص «دنه (أدناه هنا) نفسو قبر (ربما تعني» روح وقبر«أو» هذا نفسه قبر«) فرأ بن سلي ربّ (قائد عسكري أو مربي) جذيمة مملك (مؤسس) تنوخ». وتبرهن هذه القراءة بوضوح ما ذكره الخوارزمي وغيره من أن جديمة كان أول ملوك تنوخ في الحيرة.

## وصلات خارجية
- بوابة الشعراء: ديوان جذيمة الأبرش ّ